# Zushanzhen
Zushanzhen (kinesiska: 祖山镇乡, 祖山镇) är en socken i Kina. Den ligger i provinsen Hebei, i den norra delen av landet, omkring 260 kilometer öster om huvudstaden Peking. Antalet invånare är 21 722. Befolkningen består av 10 456 kvinnor och 11 266 män. Barn under 15 år utgör 18,0 %, vuxna 15-64 år 72 %, och äldre över 65 år 9,0 %.
Genomsnittlig årsnederbörd är 907 millimeter. Den regnigaste månaden är juli, med i genomsnitt 230 mm nederbörd, och den torraste är januari, med 2 mm nederbörd.